# 베트남의 커피 산업
베트남 커피(Vietnamese Coffee) 또는 월남 커피 (越南-)는 베트남의 커피음료다.

## 역사
코페아 아라비카 종 커피가 프랑스의 가톨릭 사제에 의해 1857년 베트남에 처음 유입되었다. 신선한 젖의 공급에 제한이 있었기 때문에 프랑스인들과 베트남인들은 다크 로스트 커피와 함께 달달한 응축유를 사용하기 시작했다.

## 같이 보기
- 동독 커피 위기
- 까페 스어 다